# La cocinera de Castamar
La cocinera de Castamar és una sèrie espanyola de drama romàntic i d'època, basada en la novel·la homònima de Fernando J. Múñez, produïda per Buendía Estudios i amb guió coordinat per Tatiana Rodríguez per a Antena 3 i Atresplayer Premium. La sèrie és protagonitzada per Michelle Jenner, Roberto Enríquez i Hugo Silva. Es va estrenar el 21 de febrer de 2021 en Atresplayer Premium i el 8 d'abril de 2021 < Antena 3. Cada capítol va ser emès també a Netflix.

## Trama
Situada en Madrid en 1720, la sèrie se centra en Clara Belmonte (Michelle Jenner), una cuinera agorafóbica que comença a treballar en la cuina de Castamar fugint d'un dolorós passat marcat per la mort del seu pare, acusat de traïció. Allí s'enamora del duc de Castamar, Diego (Roberto Enríquez), i és corresposta. No obstant això, estar junts no serà fàcil per a cap dels dos a causa de la diferència de classe social: la mare de Diego, donya Mercedes (Fiorella Faltoyano), vol que es casi amb la noble Amelia Castro (María Hervás), perquè el ducat tingui descendència. Per si no fos prou, també està el marquès de Soto, Enrique de Arcona (Hugo Silva), qui no està sol ajudant donya Mercedes, sinó que amaga un pla per venjar-se de Diego.

## Repartiment

### Repartiment principal
- Michelle Jenner com Clara Belmonte
- Roberto Enríquez com Diego, duc de Castamar
- Hugo Silva com Enrique de Arcona, marquès de Soto
- Maxi Iglesias com Francisco Marlango
- María Hervás com Amelia Castro
- Agnès Llobet com Beatriz Ulloa
- Paula Usero com Elisa Costa
- Jean Cruz com Gabriel de Castamar
- Óscar Rabadán com Melquiades Elquiza

Amb la col·laboració especial de
- Fiorella Faltoyano com Doña Mercedes, duquessa Vda. de Castamar
- Nancho Novo com Hernaldo de la Marca
- Silvia Abascal com la reina Isabel Farnese
- Mónica López com Úrsula Berenguer

### Repartiment secundari
- Marina Gatell com Doña Sol Montijos
- Michel Tejerina com Roberto Velázquez
- Jaime Zataraín com Alfredo de Carrión
- Carlos Serrano-Clark com Ignacio Montes
- Anna Cortés com Rosalía
- Roser Pujol com Carmen del Castillo
- Xenia Tostado com Doña Alba
- Juan Messeguer com Esteban. Marquès de Villamar
- Joan Carreras com rei Felipe V
- Pepe Ocio com Fray Juan
- Puchi Lagarde com Condesa de Arcos
- Eva Rufo com Ángela Foch
- Javier Lago com Armando Belmonte
- Raquel Quintana com Jacinta
- Joseph Ewonde com Daniel Forrado
- Xabier Murua com Zurdo
- Alberto Mateo com Evaristo Galeano
- Julio Jordán com Elías Pereda
- Clara Chacón com Adela
- Eugenia Cuaresma com Juana Forrado
- Miguel Villalba com Secuaz Hernaldo
- Ramón Merlo com Sebas
- Sergio Pineda com Alguacil
- Raquel Pérez com la señora Escrivá
- Óscar Oliver com Santiago
- Aria Bedmar com Eugenia
- Raúl Ferrando com Carlo Broschi

## Temporades i episodis
| Temporada | Temporada | Episodis | Estrena           | Final              | Audiència mitjana | Audiència mitjana | Audiència mitjana |
| Temporada | Temporada | Episodis | Estrena           | Final              | Espectadors       | Quota             | Lineal + diferit  |
| --------- | --------- | -------- | ----------------- | ------------------ | ----------------- | ----------------- | ----------------- |
|           | 1         | 12       | 8 d'abril de 2021 | 24 de juny de 2021 | 1.572.000         | 11,8%             | 2.237.000         |

## Capítols
| 1  | «El ingrediente esencial»  | Iñaki Peñafiel       | Tatiana Rodríguez                                 | 8 d'abril de 2021  | 21 de febrer de 2021 | 2 416 000 (17,2%) |
| 2  | «La noche del Rey»         | Norberto López Amado | Ramón Tarrés                                      | 15 d'abril de 2021 | 28 de febrer de 2021 | 1 914 000 (13,8%) |
| 3  | «Credot ut intelligam»     | Norberto López Amado | Arantxa Cuesta                                    | 22 d'abril de 2021 | 7 de març de 2021    | 1 464 000 (10,6%) |
| 4  | «Vuela»                    | Iñaki Peñafiel       | Víctor Pedreira y Tatiana Rodríguez               | 29 d'abril de 2021 | 14 de març de 2021   | 1 594 000 (11,2%) |
| 5  | «La decisión»              | Iñaki Peñafiel       | Arantxa Cuesta                                    | 6 de maig de 2021  | 21 de març de 2021   | 1 515 000 (11,1%) |
| 6  | «Donde no llega la luz»    | Norberto López Amado | Ramón Tarrés                                      | 13 de maig de 2021 | 28 de març de 2021   | 1 531 000 (11,4%) |
| 7  | «Para que no nos borren»   | Norberto López Amado | Víctor Pedreira y Tatiana Rodríguez               | 20 de maig de 2021 | 4 d'abril de 2021    | 1 319 000 (9,9%)  |
| 8  | «Lo que no será»           | Iñaki Peñafiel       | Arantxa Cuesta                                    | 27 de maig de 2021 | 11 d'abril de 2021   | 1 518 000 (11,7%) |
| 9  | «La verdad»                | Norberto López Amado | Víctor Pedreira                                   | 3 de juny de 2021  | 18 d'abril de 2021   | 1 406 000 (10,7%) |
| 10 | «Lo que de verdad importa» | Iñaki Peñafiel       | Ramón Tarrés                                      | 10 de juny de 2021 | 25 d'abril de 2021   | 1 228 000 (9,9%)  |
| 11 | «Lub-dub»                  | Norberto López Amado | Arantxa Cuesta                                    | 17 de juny de 2021 | 2 de maig de 2021    | 1 536 000 (12,3%) |
| 12 | «El lugar de cada uno»     | Iñaki Peñafiel       | Ramón Tarrés, Víctor Pedreira y Tatiana Rodríguez | 24 de juny de 2021 | 9 de maig de 2021    | 1 418 000 (11,8%) |

## Producció
Al juliol de 2020, es va anunciar que la cadena principal d'Atresmedia Televisión, Antena 3, estava preparant una adaptació de la novel·la La cocinera de Castamar, de Fernando J. Múñez, que estaria protagonitzada per Michelle Jenner, Roberto Enríquez i Hugo Silva i produïda per la productora íntegra d'Atresmedia, Atresmedia Studios, que després es va canviar de nom a Buendía Estudios després de la incorporació de Movistar+ al seu accionariat. A la fi de mateix mes, es va anunciar que Silvia Abascal s'incorporaria al repartiment. Juntament amb l'anunci del tancament del repartiment, en el qual també s'inclouen Paula Usero i Maxi Iglesias, el rodatge va començar el 17 d'agost de 2020.

## Llançament i màrqueting
El 2 de setembre de 2020, Atresmedia Televisión va revelar les primeres imatges de la sèrie en el FesTVal, al costat d'altres sèries llavors futures del grup, com Deudas, Alba o la desena temporada de Los hombres de Paco. El 23 de desembre de 2020, Atresmedia va anunciar que La cocinera de Castamar seria una de les quatre sèries (les altres tres serien Deudas, Alba i la tercera temporada de Luimelia) que arribarien a la seva plataforma de streaming, Atresplayer Premium, el primer trimestre del 2021.
El 5 de febrer de 2021, Atresmedia va treure el tràiler de la sèrie i va anunciar que s'estrenaria en Atresplayer Premium el 21 de febrer de 2021.

## Premis i nominacions
| Any  | Premi             | Categoria        | Nominat          | Resultat | Referència    |
| ---- | ----------------- | ---------------- | ---------------- | -------- | ------------- |
| 2021 | XXIII Premis Iris | Millor ficció    | Millor ficció    | Nominat  | [ 21 ] [ 22 ] |
| 2021 | XXIII Premis Iris | Millor producció | Ana Rocha        | Nominat  | [ 21 ] [ 22 ] |
| 2021 | XXIII Premis Iris | Millor actriu    | Michelle Jenner  | Nominat  | [ 21 ] [ 22 ] |
| 2021 | XXIII Premis Iris | Millor actor     | Roberto Enríquez | Nominat  | [ 21 ] [ 22 ] |